# Memorial Van Damme
O Memorial Van Damme (Mémorial Ivo Van Damme na sua origem) é um meeting de atletismo que se desenrola todos os anos em Bruxelas. Faz parte da Liga de Ouro de Atletismo e tem lugar no Estádio Rei Baudouin, em regra no último fim de semana de agosto ou no primeiro de setembro.

## História
O meeting foi criado em 1977  por um grupo de jornalistas para homenagear a memória do atleta belga Ivo Van Damme, duplo medalhado de prata nos Jogos Olímpicos de Verão de 1976 em Montréal, e que foi uma das grandes esperanças europeias do meio-fundo atlético.
Os organizadores deste grande evento conseguem sempre atrair as maiores vedetas do atletismo mundial e é muito raro haver uma edição em que não seja quebrado um recorde mundial. Ele tem sido, aliás, desde há vários anos, considerado como o melhor e o mais rico meeting do mundo, dotado de um orçamento de mais de 3 milhões de euro.

## Palmarés

### Recordes do mundo
| Date | Vencedor(es)        | País           | Prova(s)          | Marcas     |
| ---- | ------------------- | -------------- | ----------------- | ---------- |
| 2012 | Aries Merritt       | Estados Unidos | 110m barreiras    | 12" 80     |
| 2007 | Meseret Defar       | Etiópia        | 2 milhas          | 8' 58" 58  |
| 2006 | Quénia              | Quênia         | 4 x 800 m         | 7' 02" 44  |
| 2005 | Kenenisa Bekele     | Etiópia        | 10000 m           | 26' 17" 53 |
| 2004 | Boniface Kiprop     | Uganda         | 10000 m Junior    | 27' 04" 00 |
| 2004 | Saif Saaeed Shaheen | Catar          | 3000 m obstáculos | 7' 53" 84  |
| 2004 | Yelena Isinbayeva   | Rússia         | salto com vara    | 4,92 m     |
| 2001 | Kenenisa Bekele     | Etiópia        | 3000 m            | 7' 30" 67  |
| 2001 | Brahim Boulami      | Marrocos       | 3000 m obstáculos | 7' 55" 28  |
| 1997 | Daniel Komen        | Quênia         | 5000 m            | 12' 39" 74 |
| 1997 | Paul Tergat         | Quênia         | 10000 m           | 26' 27" 85 |
| 1996 | Salah Hissou        | Marrocos       | 10000 m           | 26' 38" 08 |
| 1996 | Svetlana Masterkova | Rússia         | 1000 m            | 2' 28" 98  |
| 1995 | Daniel Komen        | Quênia         | 5000 m            | 13' 07" 38 |
| 1995 | Maria Mutola        | Moçambique     | 1000 m            | 2' 29" 34  |
| 1981 | Sebastian Coe       | Reino Unido    | 1 milha           | 3' 48" 53  |

## Edições
| #   | data                | edição                  |
| --- | ------------------- | ----------------------- |
| 34  | 27 de agosto 2010   | Memorial Van Damme 2010 |
| 33  | 4 de setembro 2009  | Memorial Van Damme 2009 |
| 32  | 5 de setembro 2008  | Memorial Van Damme 2008 |
| 31  | 14 de setembro 2007 | Memorial Van Damme 2007 |
| 30  | 25 de agosto 2006   | Memorial Van Damme 2006 |
| 29  | 26 de agosto 2005   | Memorial Van Damme 2005 |
| 28  | 3 de setembro 2004  | Memorial Van Damme 2004 |
| 27  | 5 de setembro 2003  | Memorial Van Damme 2003 |
| 26  | 30 de agosto 2002   | Memorial Van Damme 2002 |
| 25  | 24 de agosto 2001   | Memorial Van Damme 2001 |
| 24  | 24 de agosto 2000   | Memorial Van Damme 2000 |
| 23  | 3 de setembro 1999  | Memorial Van Damme 1999 |
| 22  | 28 de agosto 1998   | Memorial Van Damme 1998 |
| 21  | 22 de agosto 1997   | Memorial Van Damme 1997 |
| ... | ...                 | ...                     |